# Netireoidna bolest
Netireoidna bolest ili eutiroidni sindrom predstavlja vrstu nepravilnosti u povratnoj kontroli štitnjače u kojoj su nivoi T3 i T4 hormona neuobičajeni, premda je sama aktivnost štitnjače normalna. Ovakvo stanje najčešće razvijaju pacijenti koji se prekomerno izgladnjuju ili već boluju od teških bolesti.

## Uzroci
Uzroci eutiroidnog sindroma uključuju velik broj akutnih i hroničnih stanja kao što su upala pluća, prekomerna dijeta i izgladnjivanje, sepsa, trauma, zloćudne bolesti, stres, nepravilnosti u radu srca, hipotermija, ciroza, hronična bolest bubrega, dijabetes. Pretpostavlja se da je eutiroidni sindrom usko povezan sa nizom bolesti, kao što je na primer upalna bolest creva.

## Dijagnoza
Bolesni pacijenti mogu imati normalan, nizak ili blago povišen nivo TSH hormona, zavisno od spektra bolesti. Na celokupni nivo T4 i T3 hormona može se uticati lekovima i promenama uzrokovanim vezajućim proteinima. Nivoi obrnutog T3 hormona uglavnom se povećavaju značajnom inhibicijom normalnog enzima Tipa 1 ili kao posledica smanjene razgradnje obrnutog T3 hormona. Nivoi slobodnog T3 i T4 hormona se smanjuju zavisno od težine bolesti. Posledično, pacijentu se može povisiti nivo kortikosteroida.

## Terapija
Niz istraživanja je proveden s ciljem pronalaska moguće terapije za eutiroidni sindrom. Međutim, proizvedeni su nedovoljni i delomično protivrečni rezultati. Uzrok tome moguće je pronaći u činjenici da je većina istraživane populacije bila heterogena usled nedostatka dosledne definicije ovoga sindroma.

## Literatura
- McIver B, Gorman C (1997). „Euthyroid sick syndrome: an overview”. Thyroid. 7 (1): 125—32. PMID 9086580. doi:10.1089/thy.1997.7.125.

## Spoljašnje veze
- Overview at vghtc.gov.tw Архивирано на веб-сајту  (23. јул 2011)
- Overview at merck.com

|  | Molimo Vas, obratite pažnju na važno upozorenje u vezi sa temama iz oblasti medicine (zdravlja). |